# Epicauta melanocephala
Epicauta melanocephala là một loài bọ cánh cứng trong họ Meloidae. Loài này được Fabricius miêu tả khoa học năm 1801.